# كاشف الفساد
كاشف الفساد (المبلغ عن الأعمال غير القانونية أو المخبر) وقد يمسى الجَرّاس (من التجريس وهو عقاب لفضح الجرائم والعيوب) هو شخص يكشف سوء السلوك أو الاحتيال المزعوم أو النشاط غير القانوني الذي يقع في المؤسسة. ويمكن تصنيف سوء السلوك المزعوم بطرق عدة؛ مثلاً، انتهاك قانون أو قاعدة أو تشريع و/أو تشكيل تهديد مباشر على الصالح العام، مثل الاحتيال وانتهاكات الصحة والسلامة والفساد. وقد يقدم كاشفو الفساد ادعاءاتهم داخليًا (مثلاً، لأشخاص آخرين داخل المؤسسة المتهمة) أو خارجيًا (للمراقبين أو هيئات إنفاذ القانون أو الإعلام أو المجموعات المعنية بالقضايا).
كانت أولى القوانين التي عملت على حماية كاشفي الفساد قانون المزاعم الكاذبة الأمريكي لسنة 1863م (الذي تمت مراجعته في عام 1986م)، والذي حاول محاربة احتيال مؤيدي الحكومة الأمريكية أثناء الحرب الأهلية. ويشجع القانون كاشفي الفساد بوعدهم بالحصول على نسبة من الأموال المستردة أو التعويضات التي تكسبها الحكومة، فضلاً عن حمايتهم من التعرض للطرد التعسفي.
كثيرًا ما يتعرض كاشفو الفساد لأعمال انتقامية، وتصدر أحيانًا عن المؤسسة أو المجموعة التي اتهموها، وأحيانًا عن مؤسسات ذات صلة، وأحيانًا أخرى بموجب القانون.
تمثل التساؤلات حول مدى قانونية كشف الفساد والمسؤولية الأخلاقية للإبلاغ وتقييم المؤسسات للكشف عن الفساد جزءًا من مجال الأخلاقيات السياسية.

## نظرة عامة

### أصل المصطلح
The term whistle-blower comes from the whistle a referee uses to indicate an illegal or foul play. US civic activist Ralph Nader coined the phrase in the early 1970s to avoid the negative connotations found in other words such as “informers” and “snitches”.

### التعريف

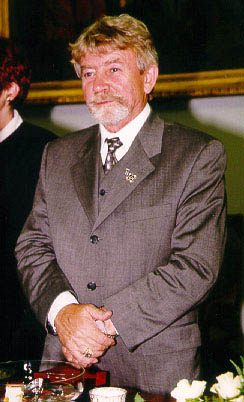
ريزارد كوكلينسكي ظن أن بمقدوره منع نشوب الحرب في أوروبا بين الدول الأعضاء في حلف وارسو وحلف الناتو عن طريق تسليم 40265 ورقة من المستندات العسكرية السرية الخاصة بـألمانيا الشرقية وجمهورية بولندا الشعبية إلى وكالة المخابرات المركزية في ألمانيا الغربية

يكون معظم كاشفي الفساد من الداخل، ويبلغون عن سوء سلوك من موظف زميل أو مدير داخل شركتهم. وأحد أكثر الأسئلة إثارة للاهتمام التي تتعلق بكاشفي الفساد هي كيف وتحت أي ظروف سيتصرف الناس على الفور للتصدي لأي سلوك غير قانوني أو غير مقبول أو الإبلاغ عنه. وهناك بعض الأسباب التي تؤدي إلى الاعتقاد بأنه من المرجح أن يتخذ الناس إجراءات بشأن السلوك غير المقبول داخل المؤسسة، وذلك في حالة وجود نظم تقديم شكاوى لا توفر فقط خيارات مفروضة من خلال التخطيط والسيطرة على المؤسسة، ولكن انتقاء خيارات تحقق السرية المطلقة.
ومع ذلك، يبلغ كاشفو الفساد من الخارج عن سوء السلوك إلى أشخاص أو كيانات خارجية. وفي هذه الحالات، وبناءً على مدى خطورة المعلومات وطبيعتها، يمكن أن يبلغ كاشفو الفساد عن سوء السلوك إلى محامين أو وسائل الإعلام أو هيئات إنفاذ القانون أو الهيئات الرقابية أو غيرها من الهيئات المحلية أو الخاصة بالولاية أو الفيدرالية. وفي بعض الحالات، يتم التشجيع على كشف الفساد الخارجي بمنح مكافآت مالية.
وبموجب معظم القوانين الفيدرالية الأمريكية بشأن كشف الفساد، فإنه حتى يتم اعتبارك كاشفًا عن فساد، فلا بد أن يتوفر لدى الموظف الفيدرالي سبب يجعله يعتقد أن صاحب العمل قد خرق بعض القوانين أو القواعد أو التشريعات، أو تقدم شهادتك أو تستهل إجراءً قانونيًا بخصوص المسألة المحمية بموجب القانون، أو ترفض خرق القانون.
وفي حالات الإبلاغ عن موضوع معين محمي بموجب القوانين، فقد ارتأت المحاكم الأمريكية عمومًا ضرورة حماية كاشفي الفساد من الانتقام. ومع ذلك، ففي حكم صدر بأغلبية ضئيلة من المحكمة العليا للولايات المتحدة، تقرر في قضية جارسيتي ضد سيبالوس في عام 2006 أن التعديل الأول الخاص بـحرية التعبير يمثل ضمانة لموظفي الحكومة بألا يقوموا بحماية عمليات الكشف عن الفساد التي تتم في نطاق واجبات الموظفين.

### ردود الأفعال الشائعة
تتباين الأفكار حول كشف الفساد للغاية. ففي بعض الأحيان، يتم النظر إلى كاشفي الفساد على أنهم يضحون بأنفسهم لأجل الصالح العام والمساءلة المؤسسية؛ ويراهم آخرون على أنهم «خونة» أو «مارقون» يسعون فقط للمجد والشهرة الشخصية. ويرى بعض الأكاديميين (مثل توماس ألورد فونس) بأنه يحق لكاشفي الفساد أن يفترض فيهم قرينة واحدة على الأقل يمكن دحضها؛ ألا وهي أنهم يحاولون تطبيق المبادئ الأخلاقية في وجه العقبات وأن كشف الفساد سيحظى بمزيد من الاحترام في أنظمة الحكم التي تتمتع بأساس أكاديمي أقوى في علم الأخلاق الفضيلة.
يحتمل أن هناك الكثيرين الذين لا يفكرون حتى في كشف الفساد، ليس فقط لخوفهم من التعرض للانتقام، ولكن أيضًا لخوفهم من خسارة علاقاتهم في العمل وخارجه.
لقد أصبح اضطهاد كاشفي الفساد مشكلة خطيرة في مناطق عديدة من العالم:

يمكن أن يعرف موظفون أكاديميون أو تجاريون أو حكوميون بمخاطر جسيمة على الصحة والبيئة، ولكن ربما تفرض السياسات الداخلية تهديدات بالانتقام من هؤلاء الذين يبلغون عن هذه التحذيرات المبكرة. وقد يتعرض الموظفون في الشركات الخاصة على وجه الخصوص إلى احتمال الفصل أو خفض المكانة الوظيفية أو رفض زيادة الراتب، وغيرها بسبب لفت انتباه السلطات المعنية إلى المخاطر البيئية. ويمكن أن يتعرض الموظفون الحكوميون أيضًا لاحتمالات مماثلة نتيجة لفت الانتباه العام إلى المخاطر الصحية أو البيئية، بالرغم من أن احتمال حدوث ذلك أقل.

توجد أمثلة على تعرض «علماء التحذيرات المبكرة» لمضايقات بسبب إبراز حقائق مزعجة حول أضرار وشيكة للجمهور والسلطات المعنية. وكانت هناك حالات أيضًا لعلماء شباب تم صرفهم عن دخول مجالات علمية جدلية بسبب الخوف من التعرض لمضايقات.
بالرغم من أنه كثيرًا ما يحمي القانون كاشفي الفساد من انتقام أصحاب العمل، فقد كانت هناك حالات عديدة حدث فيها عقاب لكاشف الفساد، مثل الفصل والوقف عن العمل وخفض المكانة الوظيفية والحجز على الأجر و/أو سوء المعاملة القاسية من الموظفين الآخرين. على سبيل المثال، في الولايات المتحدة، تقدم معظم قوانين حماية كاشفي الفساد تدابير «إصلاحية» أو تعويضًا عن الأضرار محدودين لفقدان الوظيفة في حالة إثبات تعرض الشخص للانتقام. ومع ذلك، يبلغ العديد من كاشفي الفساد عن انتشار عقلية «أطلقوا النار على الرسول» من المؤسسات والهيئات الحكومية المتهمة بسوء السلوك، وقد تعرض كاشفو الفساد في بعض الحالات للمحاكمة الجنائية انتقامًا من إبلاغهم عن الفساد.
ونتيجة لذلك، شكلت العديد من المنظمات الخاصة صناديق الدفاع القانوني عن كاشفي الفساد أو مجموعات الدعم لمساعدتهم؛ ومثالان على ذلك المركز الوطني لكاشفي الفساد (National Whistleblowers Center)  في الولايات المتحدة والشأن العام في العمل (Public Concern at Work)  في المملكة المتحدة.

## الحماية القانونية
تختلف الحماية القانونية الموفرة عند كشف الفساد من دولة لأخرى وربما تستند إلى الحماية القانونية من الدولة التي وقع فيها النشاط الأصلي وأين وكيف تم كشف الأسرار وكيف تم نشرها أو إعلانها في النهاية. وتبنت أكثر من اثنتي عشرة دولة الآن قوانين شاملة لحماية كاشفي الفساد؛ حيث تضع آليات للإبلاغ والتحقيق في البلاغات وتوفير أوجه الحماية القانونية للمبلّغين. بينما تبنت أكثر من 50 دولة أوجه حماية محدودة أكثر كجزء من قوانينها لمكافحة الفساد أو حرية المعلومات أو التوظيف. For purposes of the English Wikipedia, this section emphasizes the English-speaking world and covers other regimes only insofar as they represent exceptionally greater or lesser protections.

### الولايات المتحدة الأمريكية
يتأثر كشف الفساد في الولايات المتحدة بمجموعة معقدة من القوانين المتعارضة.
في الولايات المتحدة، تتباين أوجه الحماية القانونية حسب موضوع الفساد الذي تم كشفه، وأحيانًا الولاية التي ظهرت بها الحالة. وبصدور قانون ساربينز أوكسلي عام 2002، اكتشفت اللجنة القضائية بمجلس الشيوخ أن أوجه حماية كاشفي الفساد استندت إلى «تنوع وتغير» قوانين الولايات المختلفة. لكن، توجد مجموعة كبيرة من قوانين الولايات والقوانين الفيدرالية التي تحمي الموظفين الذين يكشفون الانتهاكات ويساعدون في إجراءات إنفاذ القوانين أو يرفضون إطاعة التوجيهات غير القانونية.
من أوائل القوانين التي طبقت خصيصًا لحماية كاشفي الفساد «قانون المزاعم الكاذبة الأمريكي لعام 1863» (الذي تمت مراجعته في عام 1986)، الذي حاول محاربة احتيال مؤيدي الحكومة الأمريكية أثناء الحرب الأهلية. ويشجع القانون كاشفي الفساد بوعدهم بالحصول على نسبة من الأموال المستردة أو التعويضات التي تكسبها الحكومة، فضلاً عن حمايتهم من التعرض للطرد التعسفي.
ومن القوانين الأمريكية الأخرى المعنية بحماية كاشفي الفساد بشكل خاص قانون لويد - لا فوليت لعام 1912. وقد ضمن حق الموظفين الفيدراليين في تقديم المعلومات إلى الكونغرس الأمريكي. وكان أول قانون بيئي أمريكي يشمل حماية الموظف قانون المياه النظيفة لعام 1972. وقد أدرجت أوجه حماية مماثلة في القوانين البيئية الفيدرالية اللاحقة، من بينها قانون مياه الشرب الآمنة (1974) وقانون الحفاظ على الموارد وإنعاشها (1976) وقانون مراقبة المواد السامة لعام 1976 وقانون إعادة تنظيم الطاقة لعام 1974 (الذي خضع لتعديل عام 1978 لحماية كاشفي الفساد النووي) والممتاز|قانون الاستجابة والتعويضات والمسؤولية البيئية الشاملة (CERCLA أو قانون الممتاز) (1980) وقانون الهواء النظيف (الولايات المتحدة)|قانون الهواء النظيف (1990). ودمجت أوجه حماية مماثلة للموظفين مطبقة من خلال إدارة الصحة والسلامة المهنية (أوشا) في قانون مساعدة النقل البري (1982) لحماية سائقي المقطورات وقانون تحسين سلامة خطوط الأنابيب (PSIA) لعام 2002 وقانون ويندل إتش فورد لاستثمار وإصلاح الطيران في القرن الحادي والعشرين («قانون AIR 21») وقانون ساربينز أوكسلي الصادر في 30 يوليو 2002 (من أجل كاشفي الاحتيال المؤسسي).
يدخل التحقيق في الانتقام من كاشفي الفساد بموجب 20 قانونًا فيدراليًا في إطار اختصاص برنامج مكتب حماية كاشفي الفساد في إدارة السلامة والصحة المهنية (أوشا) التابعة لـإدارة العمل الأمريكية. وعمومًا، فإن القوانين الجديدة الخاصة بكاشفي الفساد الصادرة من الكونغرس والتي ستعمل وزارة العمل على تطبيقها يتم تفويضها بأمر من الوزارة إلى برنامج مكتب حماية كاشفي الفساد (OWPP) التابع لإدارة السلامة والصحة المهنية.
إن تغير القوانين يعني أن ضحايا الانتقام ينبغي أن ينتبهوا إلى القوانين التي ستصدر لتحديد المواعيد النهائية وسبل تقديم الشكاوى بالشكل المناسب. وبعض المواعيد النهائية قصيرة تصل إلى 10 أيام (المدة المتاحة لموظفي ولاية أريزونا لتقديم شكوى بخصوص «ممارسات الموظفين المحظورة» أمام مجلس موظفي ولاية أريزونا ويقدم الموظفون الحكوميون في ولاية أوهايو الاستئنافات لمجلس مراجعة شؤون موظفي الولاية). ويحدد 30 يومًا لكاشفي الفساد البيئي لتقديم شكوى كتابية إلى إدارة السلامة والصحة المهنية (أوشا). أما الموظفون الفيدراليون الذين يشتكون من التمييز أو الانتقام أو انتهاكات أخرى لقوانين الحقوق المدنية، فأمامهم 45 يومًا لتقديم شكوى كتابية إلى موظف هيئة الفرص الوظيفية المتساوية (EEO). ولدى العاملين في خطوط الطيران وكاشفي الاحتيال المؤسسي 90 يومًا لتقديم شكواهم إلى إدارة السلامة والصحة المهنية. ويحدد 180 يومًا لكاشفي الفساد النووي وسائقي المقطورات لتقديم شكواهم إلى إدارة السلامة والصحة المهنية. وتحدد مدة ستة شهور لضحايا الانتقام من التنظيم النقابي والأنشطة الجماعية الأخرى الخاصة بتحسين ظروف العمل لتقديم الشكاوى إلى مجلس علاقات العمل الوطني (NLRB). ويوجد لدى موظفي القطاع الخاص إما 180 يومًا أو 300 يوم لتقديم شكاواهم إلى هيئة الفرص الوظيفية المتساوية الفيدرالية (بناءً على ما إذا كان موجودًا في ولايتهم هيئة «إحالة») حول شكاوى التمييز على أساس العرق أو الجنس أو العمر أو الأصل القومي أو الدين. وهؤلاء الذين يتعرضون للانتقام لرغبتهم في الحصول على الحد الأدنى للأجور أو الوقت الإضافي، فأمامهم سنتان أو ثلاث سنوات لرفع دعوى قضائية مدنية، ويتحدد ذلك بناءً على ما إذا رأت المحكمة أن الانتهاك كان «متعمدًا».
وبالنسبة لمن يبلغون عن مزاعم كاذبة ضد الحكومة الفيدرالية ويعانون نتيجة ذلك من إجراءات وظيفية مضادة، فأمامهم ست سنوات (حسب قانون الولاية) لرفع قضية مدنية للجزاءات بموجب قانون المزاعم الكاذبة الأمريكي (FCA) وبموجب بند كيو تام، يحق لـ«المصدر الأصلي» للبلاغ الحصول على نسبة مما تسترده الحكومة من مرتكبي الجرائم. ومع ذلك، ينبغي على «المصدر الأصلي» كذلك أن يكون أول من يقدم شكوى مدنية فيدرالية لاسترداد الأموال الفيدرالية التي تم الحصول عليها بالاحتيال، ويلزم تجنب الإعلان عن دعوى الاحتيال لحين اتخاذ وزارة العدل الأمريكية قرارها بشأن تحريك الدعوى بنفسها. ويلزم رفع قضايا كيو تام في سرية وباستخدام إجراءات خاصة حتى لا تصبح الدعوى عامة ومعروفة لحين اتخاذ الحكومة الفيدرالية قرارها بإقامة دعوى مباشرة.
يستطيع الموظفون الفيدراليون الاستفادة من قانون حماية كاشفي الفساد، وقانون لا خوف (No-FEAR Act) (الذي جعل الهيئات الفردية مسؤولة مسؤولية مباشرة عن العقوبات الاقتصادية الخاصة بالانتقام غير القانوني). وشهدت أوجه الحماية الفيدرالية تحسنًا في هذه القضايا القليلة حيث سيساند مكتب المستشار الخاص استئناف كاشف الفساد أمام مجلس حماية نظم الجدارة والاستحقاق (MSPB). ومع ذلك، يرفض مجلس حماية نظم الجدارة والاستحقاق الغالبية العظمى من استئنافات كاشفي الفساد، وذلك مثلما تفعل محكمة استئناف الدائرة الفيدرالية. وباءت جهود تعزيز القانون في السنوات الأخيرة بالفشل، ولكن يبدو أنه من المحتمل إجراء إصلاحات ثانوية. See, e.g.,Whistleblower Protection Enhancement Act of 2011, S. 743, H. Rep. 3289, 112th Cong. (2011).

#### وول ستريت

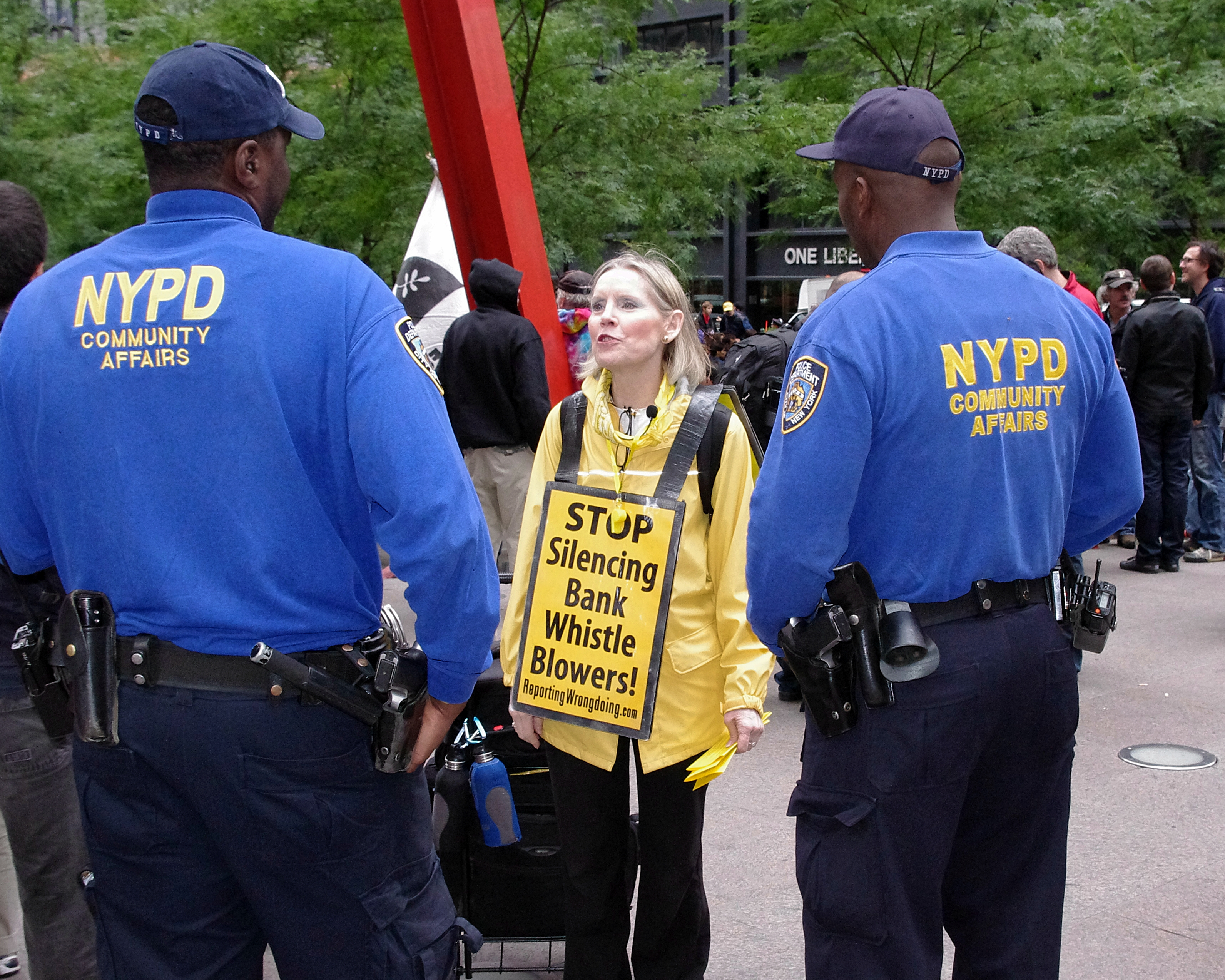
امرأة تحتج على وضع حماية كاشفي الاحتيال المصرفي في مظاهرات احتلوا وول ستريت في 17 سبتمبر 2011

يحصل كاشفو فساد الأوراق المالية على حوافز وحماية بموجب قانون دود-فرانك لإصلاح وول ستريت وحماية المستهلك (2010).
يوفر مكتب كاشفي الفساد بلجنة الأوراق المالية والبورصة حوافز كبيرة ويعمل على توفير المزيد من الحماية لكاشفي الفساد في برنامج كاشفي الفساد بلجنة الأوراق المالية والبورصة. ويخول هذا التشريع للجنة الأوراق المالية والبورصة منح مكافأة لمن يقدمون معلومات عن انتهاكات لقوانين الأوراق المالية الفيدرالية في الشركات، وهي معلومات ضرورية لتقديم بلاغ إلى لجنة الأوراق المالية والبورصة.
هذا بالإضافة إلى أن قانون دود-فرانك يعزز أحكام قانون المزاعم الكاذبة لحماية كاشفي الفساد، ويتضمن واحدًا من أقوى أحكام السرية لكاشفي الفساد التي تم سنها على الإطلاق. ولأول مرة، سيسمح لكاشفي الفساد بالإبلاغ في البداية عن قضايا الاحتيال بدون اسم من خلال رفع دعوى عن طريق محامٍ.
علاوة على ذلك، يمنع القانون أصحاب العمل من الانتقام من كاشفي الفساد. ولا يحق لأصحاب العمل فصل كاشف الفساد أو خفض مكانته الوظيفية أو إيقافه عن العمل أو تهديده أو التحرش به أو التمييز ضده. ويوسع قانون دود-فرانك نطاق أوجه حماية كاشفي الفساد الموفرة بموجب قانون ساربينز أوكسلي لعام 2002؛ بحيث يشمل موظفي الشركات الحكومية، إلى جانب موظفي الشركات الفرعية أو التابعة الخاصة. ويحق لكاشفي الفساد الذين يتعرضون للانتقام الوظيفي رفع دعوى لإعادة التعيين والحصول على الراتب المتأخر والتعويض عن أية أضرار أخرى لحقت بهم.

##### مكتب كاشفي الفساد (لجنة الأوراق المالية والبورصة)
تأسس مكتب كاشفي الفساد في لجنة الأوراق المالية والبورصة كجزء من قانون دود-فرانك. وساهم المكتب في التعامل مع نصائح وشكاوى كاشفي الفساد وتقديم التوجيهات لموظفي شعبة الإنفاذ أنفسهم. وسيساعد اللجنة في تحديد حجم المكافآت الممنوحة لكل كاشف فساد. بالإضافة إلى ذلك، فإنه يساعد كاشفي الفساد في الترويج لبرنامجهم ويقدم لهم التوجيهات ويجيب عن أسئلة حول البرنامج.

#### القوات المسلحة الأمريكية
يحمي قانون حماية العسكريين كاشفي الفساد حق أفراد الخدمات المسلحة في التواصل مع أي عضو في الكونغرس (حتى في حالة إرسال نسخ من هذه الاتصالات إلى آخرين).

#### إنفاذ القانون في الولايات المتحدة
منذ سبعينيات القرن العشرين، يعد فرانك سيربيكو، الضابط السابق في شرطة نيويورك أشهر كاشف فساد متعلق بإنفاذ القانون عندما قدم شهادته أمام لجنة كناب. وقد تعرض سيربيكو لإطلاق النار عام 1971 أثناء مداهمة تجار مخدرات في بروكلين وفشل زميله في حمايته. نجا سيربيكو من هذا الحادث، بالرغم من أنه ظل أصم جزئيًا وقدم شهادته أمام لجنة كناب في وقت لاحق من نفس العام وأحيل عام 1972 إلى معاش عجز وعاش في الخارج حتى عاد في هدوء إلى الولايات المتحدة عام 1980 عندما انتقل إلى المنطقة الشمالية من الولاية ووزع وقته بين كوخ ريفي خالٍ من الوسائل التكنولوجية، شقة في بروكلين، وبين إلقاء محاضرات وتقديم استشارات بشأن مكافحة فساد الشرطة في أرجاء الولايات المتحدة الأمريكية. كذلك، تم إلقاء القبض على مايكل دوود، أحد رجال شرطة ولاية نيويورك، في عام 1992 للبطش بمواطنين وابتزاز تجار مخدرات وبيع مخدرات وإرسال غرماء تجار المخدرات لهم، وقد اعترف بأنشطته هو وزملائه أمام لجنة مولين في عام 1993، وأدين في عام 1994 وحُكم عليه بالسجن مدة 14 عامًا، ولكن حصل على إخلاء سبيل مشروط في عام 2004 بعد قضاء عشر سنوات في السجن، وقد تم إرساله إلى منزل انتقالي في بروكلين في واحدة من نفس الأحياء التي اعتاد العمل بها، وذلك حتى يحصل على وظيفة مناسبة، ولكنه لم يستطع العثور على أي عمل بسبب سجله. كذلك، في فترة التسعينيات، أصبح تيد بريزنو وتيموثي ويند أشهر كاشفي فساد في شرطة لوس أنجلوس. فقد شهد بريزنو ضد زملائه الضباط في كل قضايا رودني كينغ الفيدرالية والمرفوعة في الولاية، ولكن مثلما حدث مع الضابط تيموثي ويند، تعرض بريزنو للفصل من شرطة لوس أنجلوس في عام 1994، بالرغم من البراءات الفيدرالية ومن الولاية التي حصل عليها، وذلك بسبب انتهاكه إنفاذ القانون الأزرق للصمت غير المكتوب، وتظهر سجلات ممتلكاته الآن أنه يعيش في إلينوي. لقد عمل تيموثي ويند ضابطًا للعلاقات المجتمعية في قسم شرطة مدينة كلفر في الفترة من 1994 إلى 2000 قبل مغادرته وأسرته كاليفورنيا والانتقال إلى مدينة فيشرز، إنديانا حيث حصل على شهادة في القانون من جامعة إنديانا ويقيم الآن في موطنه الأصلي كنساس.

#### الاحتيال الضريبي
تكافئ مصلحة الضرائب كاشفي الفساد بمنحهم نسبة من أموال الضرائب والغرامات المستردة بموجب المعلومات التي يقدمونها. وفي سبتمبر 2012، حصل براد بيركنفيلد على جائزة قدرها 104 ملايين دولار كمكافئة لكشفه عن كيفية استغلال الأثرياء البنوك السويسرية لتجنب دفع الضرائب.

### المملكة المتحدة
في المملكة المتحدة، يوفر قانون الكشف عن الفساد للصالح العام لسنة 1998 إطارًا من الحماية القانونية للأشخاص الذين يكشفون عن معلومات بهدف فضح ممارسات فاسدة وقضايا من هذا القبيل.

### أستراليا
يوجد أيضًا قوانين خاصة بالكشف عن الفساد في عدد من الولايات. وقد لخص مأمور شرطة نيوساوث ويلز السابق توني لوير المواقف الرسمية للشرطة والحكومة كما يلي: «لا يحظى كاشفو الفساد بشعبية كبيرة في أستراليا، وخصوصًا في مؤسسة، مثل الشرطة أو الحكومة.» وتختلف تعليقات السيد لوير بوضوح مع الدعم العام الممنوح لـويكيليكس.
مؤسسة كاشفي الفساد في أستراليا (Whistleblowers Australia) هي جمعية تضم هؤلاء الذين كشفوا الفساد أو أي شكل من أشكال سوء التصرف، وخصوصًا إذا تعرضوا بعد ذلك لعقبات أو سوء معاملة.

### كندا
إن الحماية الموفرة من كندا لكاشفي الفساد سيئة بوضوح وفقًا لمعايير الدول المتحدثة باللغة الإنجليزية. وحتى وقت قريب، لم توفر كندا حماية رسمية لهؤلاء الذين أبلغوا عن فساد من موضع معرفة داخل الحكومة، حتى إن كبار الموظفين الحكوميين (شيف شوبرا أحد أبرز القضايا) يتعرضون للفصل أو الطرد الفعلي نتيجة كشفهم عن مفاسد داخلية.
وفي القطاع الخاص، كان الوضع أسوأ، حيث تمسكت كندا بتطبيق قانون التشهير غير المعدل بدون استثناء القضايا العامة أو الصالح العام الذي أضيف إلى قوانين جميع الدول الأخرى المتحدثة بالإنجليزية. وتسبب ذلك للأسف في انتشار قضايا التشهير السياسي، إلى جانب قضية سيئة السمعة رفعها رئيس الوزراء بنفسه على المعارضة الرسمية لادعائها أن رئيس الوزراء، عندما كان في المعارضة، قدم رشوة إلى عضو البرلمان تشاك كادمان.
تاريخيًا، ظهرت العديد من فضائح أعمال القطاع الخاص الكندي فقط من خلال تدخل لجنة الأوراق المالية والبورصة الأمريكية أو مراقبين آخرين (من أبرز الأمثلة جارث درابنسكي وكونراد بلاك وستيفن بنجهام)، ويرجع ذلك بشكل جزئي إلى عدم وجود إجراءات كافية لحماية كاشفي الفساد وقوانين التشهير الصديقة للمدعي وغياب الصحافة الاستقصائية.

#### الحكومة الكندية
أسس البرلمان الكندي مكتب نزاهة القطاع العام الكندي (Public Sector Integrity Office)، وهو مكتب برلماني لحماية كاشفي الفساد الذين يبلغون عن مفاسد في الحكومة. ومع ذلك، حامت الشكوك حول المكتب نفسه عندما تعرض أول مفوض نزاهة كريستيان أويميت لنقد لاذع في تقرير المراجع العام للحسابات الذي صدر في ديسمبر 2010. وقد دافع الوزير ستوكويل داي عن المكتب، ولكن أصرت مجموعات مستقلة على إعادة فتح الملفات التي أغلقت بالفعل.

### جامايكا
في جامايكا، تم إقرار قانون كشف الفساد المحمي لعام 2011 في مارس 2011. ووضع الأساس لنظام شامل لحماية كاشفي الفساد في القطاعين العام والخاص. ويستند النظام إلى القانون البريطاني للكشف عن الفساد للصالح العام.

### الهند
عمدت حكومة الهند إلى دراسة تبني قانون لحماية كاشفي الفساد لسنوات طويلة. وفي عام 2003، أوصت لجنة القانون الهندية بتبني قانون الكشف عن الفساد للصالح العام (حماية كاشفي المعلومات) لسنة 2002. وفي أغسطس 2010، تم تقديم مشروع قانون الكشف عن الفساد للصالح العام وحماية كاشفي الفساد إلى لوك سبها، الهيئة التشريعية الدنيا في البرلمان الهندي. وقد أقر مجلس الوزراء مشروع القانون في يونيو 2011. وتغير اسمه إلى مشروع قانون حماية كاشفي الفساد لسنة 2011 من قِبل اللجنة الدائمة المعنية بشؤون الموظفين والشكاوى العامة والقانون والعدالة. ومرر لوك سبها مشروع قانون حماية كاشفي الفساد لسنة 2011 في 28 ديسمبر 2011. ومع ذلك، ما زال مشروع القانون معلقًا في الوقت الحالي في الهيئة التشريعية الدنيا للبرلمان راجيا سابها للمناقشة والحصول على المزيد من الإقرار. وتم تقديم مشروع القانون إلى راجيا سابها في 29 مارس 2012 من جانب وزير الدولة للشؤون البرلمانية في نارايانسامي.

### أيرلندا
التزمت حكومة أيرلندا بتبني مشروع قانون شامل لحماية كاشفي الفساد في يناير 2012. وحسبما ورد، فإن مشروع القانون سيشمل القطاعين العام والخاص.

### دول أخرى
توجد قوانين شاملة أيضًا في نيوزيلندا وجنوب أفريقيا. وتبنت عدد من الدول الأخرى مؤخرًا قوانين شاملة لحماية كاشفي الفساد، منها غانا وكوريا الجنوبية وأوغندا. ويدرس تطبيقها أيضًا في كينيا ورواندا. وأصدرت المحكمة الأوروبية لحقوق الإنسان في عام 2008 حكمها بحماية كشف الفساد على اعتبار أنه حرية تعبير.

## الأعمال القانونية

### قضية سيبالوس وقانون حماية كاشفي الفساد لعام 2007
تعاملت المحكمة العليا للولايات المتحدة مع ما اعتبره الكثيرون ضربات قوية لكاشفي الفساد الحكومي، وذلك عندما أصدرت المحكمة قرارها في قضية جارسيتي ضد سيبالوس، 04-5, 547 US 410، بأن موظفي الحكومة لم يتمتعوا بالحماية من التعرض للانتقام في تقييمات الأداء من جانب أصحاب العمل بموجب التعديل الأول للدستور، إذا ما كانت المعلومات المزعومة التي كشفوا عنها مقدمة كجزء من واجباتهم الوظيفية. ولم يجادل سيبالوس بتقديمه للمذكرة كجزء من واجباته الرسمية. ويتحتم على كاشفي الفساد الذين يرغبون في متابعة قضية فيدرالية بموجب التعديل الأول للدستور الادعاء دومًا بأن المذكرات والمستندات المقدمة ليست فقط جزءًا من واجبهم الرسمي، ولكن تمثل أيضًا جزءًا من رأيهم وحديثهم كمواطنين عن الشأن العام. ويمكن تحقيق ذلك بادعاء أن سبب الانتقام ليس نص المذكرة، ولكن الأفكار التي تحوم حولها. وفي قضية سيبالوس، كان بإمكانه ادعاء أن حديثه المحمي يمثل مفهومه عن الالتزام الصارم بسيادة القانون.
تم استخدام أوجه حماية حرية التعبير في التعديل الأول لفترة طويلة من قِبل محامي كاشفي الفساد لحماية موكليهم من التعرض للانتقام. وردًا على قرار المحكمة العليا، فقد أقرّ مجلس النواب قانون إتش أر 985، قانون حماية كاشفي الفساد لعام 2007. ووعد الرئيس جورج دبليو بوش، بعد إدراك المخاوف المتعلقة بـالأمن القومي، بأن يرفض مشروع القانون في حال إقرار الكونغرس له. وحصلت نسخة مجلس الشيوخ من قانون حماية كاشفي الفساد (إس 274)، التي حازت على دعم الحزبين الجمهوري والديمقراطي، على موافقة لجنة مجلس الشيوخ الأمريكي حول الأمن القومي والشؤون الحكومية في 13 يونيو 2007. ومع ذلك، فإنه لم يصل بعد إلى تصويت مجلس الشيوخ؛ حيث قام السيناتور توم كوبورن (سيناتور ولاية أوكلاهوما) بتعطيل مشروع القانون. ووفقًا لـالمركز الوطني لكاشفي الفساد، فقد جاء تعطيل كوربون لقانون إس 274 بهدف تعزيز جدول أعمال الرئيس بوش.
في ديسمبر 2010، صدّق مجلس الشيوخ على أوجه حماية محسنة لصالح موظفي الحكومة والمتعاقدين الذين يبلغون عن قضايا إسراف واحتيال وإساءة استخدام.

### قانون المزاعم الكاذبة بولاية كاليفورنيا
يحمي قانون المزاعم الكاذبة بـولاية كاليفورنيا كاشفي الفساد من التعرض للانتقام على يد أصحاب العمل بموجب فقرة تسمى: «الفقرة 12653. تدخل صاحب العمل في كشف الموظف عن الفساد.» وبموجب هذه الفقرة، لا يحق لأصحاب العمل وضع قواعد تمنع الموظف من الكشف عن معلومات للحكومة، وذلك تعزيزًا لإجراء المزاعم الكاذبة، ولا يجوز لصاحب العمل فصل الموظف أو خفض مكانته الوظيفية أو إيقافه عن العمل أو تهديده أو إزعاجه أو حرمانه من ترقية مستحقة له، أو ممارسة أي شكل من أشكال التمييز ضده، بموجب شروط وأحكام الوظيفة لكشفه عن معلومات للحكومة.

### قانون حماية الموظف الحي الضمير (CEPA)
يمنع قانون حماية الموظف الحي الضمير، قانون ولاية نيوجيرسي لكاشفي الفساد، أي صاحب عمل من اتخاذ أية إجراءات انتقامية ضد موظف لقيامه بأي مما يلي:
- الكشف، أو التهديد بالكشف، إلى مشرف أو جهة حكومية عن نشاط أو سياسة أو ممارسة يقوم بها صاحب العمل أو صاحب عمل آخر تجمعه به علاقة عمل، حيث يعتقد الموظف إلى حدٍ معقول أنه ينتهك أحد القوانين أو القواعد أو التشريعات الصادرة بموجب القانون، أو في حالة ما إذا كان الموظف مهني رعاية صحية مرخصًا أو معتمدًا، فإنه يعتقد إلى حدٍ معقول بأن صاحب العمل يقدم رعاية صحية سيئة للمرضى؛
- تقديم معلومات إلى، أو الشهادة أمام، أي جهة حكومية تجري تحقيقًا أو جلسة استماع أو استقصاء حول انتهاك أحد القوانين أو القواعد أو التشريعات الصادرة بموجب القانون من قِبل صاحب العمل أو صاحب عمل آخر تجمعه به علاقة عمل، أو في حالة ما إذا كان الموظف مهني رعاية صحية مرخصًا أو معتمدًا، فإنه يقدم معلومات أو يشهد أمام أي جهة حكومية تجري تحقيقًا أو جلسة استماع أو استقصاء حول مستوى جودة رعاية المرضى؛
- الاعتراض على، أو رفض المشاركة في، أي نشاط أو سياسة أو ممارسة يعتقد الموظف إلى حدٍ معقول بأنها: تنتهك أحد القوانين أو القواعد أو التشريعات الصادرة بموجب القانون، أو في حالة ما إذا كان الموظف مهني رعاية صحية مرخصًا أو معتمدًا، فإنه يعتقد بأنها تشكل رعاية صحية سيئة للمرضى؛ احتيالية أو جنائية؛ أو لا تتوافق مع تفويض واضح للسياسة العامة يتعلق بالصحة العامة أو السلامة أو الرفاهية الاجتماعية أو حماية البيئة.[45]

### «توفير الحماية للعاملين في قطاع الرعاية الصحية الذين يبلغون عن معلومات تتعلق بسلامة المرضى» في كولورادو
"تحتل سلامة المرضى أهمية قصوى عند تقديم الرعاية الصحية لمواطني كولورادو. وتتحقق أعلى مستويات سلامة المرضى عندما يتمتع موظف الرعاية الصحية بالحق في التحدث نيابةً عن المريض دون الخوف من التعرض للثأر أو القصاص. ويدرك مقدمو الرعاية الصحية أنه، في سبيل تقديم أعلى مستوى جودة رعاية صحية، يلزم أن يتمتع جميع العاملين في قطاع الرعاية الصحية بالحق في الإبلاغ عن مخاوفهم بشأن سلامة المرضى وتأييد سلامة المرضى دون احتمال التعرض لإجراء تأديبي أو خسارة وظيفتهم.”

### الأطباء المقيمون وتوسيع نطاق حماية كاشفي الفساد لتطبيق معايير السلامة والصحة وساعات العمل القصوى
تم تقديم اقتراحات أخرى لتوسيع نطاق حماية كاشفي الفساد الفيدرالي؛ بحيث تشمل أطباء مقيمين يعملون في منشآت الرعاية الصحية والمستشفيات وجهات تقديم الرعاية الصحية، وذلك كوسائل داخلية لضمان تنفيذ معايير معينة تتعلق بالمريض والمستشفى والصحة، بما فيها إنفاذ توجيهات ساعات العمل القصوى للأطباء المقيمين.

### أفضل الممارسات الدولية للمؤسسات
ينبغي على كل المؤسسات، سواء العامة أو الخاصة أو غير الربحية (بما فيها الحكومية)، في إطار اتباع أفضل الممارسات، تطبيق نظام قوي لكشف الفساد يعمل على تحفيز الموظفين على الإبلاغ الداخلي عن الأنشطة غير القانونية أو المحفوفة بالمخاطر الجسيمة بشكل مباشر إلى مجلس الإدارة أو الأمناء. وإذا لم يكن هناك نظام قوي مطبق لكشف الفساد، فقد يفشل مديرو/أمناء المؤسسة في أداء مسؤولياتهم الرقابية. جدير بالذكر أن النظام القوي لكشف الفساد يشجع على الإبلاغ الداخلي عن سوء السلوك بحيث يمكن تصحيحه. وهو ما يمثل أهمية خاصة في بعض الدول (مثل، الولايات المتحدة) التي تقدم مكافآت مالية ضخمة لكاشفي الفساد الذين يقدمون بلاغات خارجية لكيانات حكومية حول السلوك غير القانوني.
توجد العديد من الأمثلة على مجالس الإدارة/الأمناء الذين لم يعلموا بالمشكلات الموجودة في المؤسسة، بالرغم من معرفة موظفين من مستوى أدنى بهذه المشكلات. وقد تعرضت هذه المجالس للتضليل لأنها اعتمدت في الأساس على الإدارة العليا ومدققي الحسابات في استقاء معلوماتهم.